# Charlotte Wells
Charlotte Wells (Edimburgo, 13 giugno 1987) è una regista e sceneggiatrice britannica.

## Biografia
Nata e cresciuta a Edimburgo, Charlotte Wells ha studiato lettere classiche al King's College di Londra e poi ha proseguito gli studi con una laurea magistrale all'Università di Oxford. Successivamente ha ottenuto un Master of Fine Arts e un Master of Business Administration all'Università di New York.
Nel 2022 ha fatto il suo esordio cinematografico come regista e sceneggiatrice del film Aftersun, per cui ha vinto il British Independent Film Award, il Gotham Independent Film Award, il National Board of Review Award, il BAFTA e ha ricevuto una candidatura al Critics' Choice Awards.

## Filmografia

### Lungometraggi
- Aftersun (2022)

### Cortometraggi
- Tuesday (2015)
- Laps (2017)
- Blue Christmas (2017)

## Riconoscimenti
- BAFTA
  - 2023 - Candidatura al miglior film britannico per Aftersun
  - 2023 - Miglior esordio britannico da regista, sceneggiatore o produttore per Aftersun
- British Independent Film Awards
  - 2022 - Miglior regista per Aftersun
- Critics' Choice Awards
  - 2023 - Candidatura per la miglior sceneggiatura originale per Aftersun
- Gotham Independent Film Awards
  - 2022 - Miglior regista esordiente per Aftersun
- National Board of Review
  - 2022 - Miglior regista esordiente per Aftersun
- National Society of Film Critics Awards
  - 2022 - Miglior regista per Aftersun